# Ptilotrichum macrocarpum
Ptilotrichum macrocarpum là một loài thực vật có hoa trong họ Cải. Loài này được (DC.) Boiss. miêu tả khoa học đầu tiên năm 1839.